# Ola Salo
Rolf Ola Salo Svensson (született Rolf Ola Anders Svensson) (Avesta község, 1977. február 19. –) svéd rockénekes, zeneszerző, szövegíró. Leginkább, a The Ark (A frigyláda) együttes énekeseként ismert.

## Életrajza
Apja Lars Svensson lelkipásztor, anyja Birgitta Svensson, született Skarin, nővér. A szüleivel és négy testvérével a Småland tartománybeli Rottne-be költöztek, és itt nevelkedett fel. Első dalát, "Raggarbilar" címmel, 4 éves korában írta. Växjöben járt gimnáziumba, zenei oktatással bővített humán vonalon, majd Malmőbe költözött. Az Ola Salo művésznevet 1996-ban vette fel, egy palindrom ahol a Salo a vezetéknevének a kezdőbetűje plusz a visszafele olvasott keresztneve. Most már hivatalosan is Salo-nak hívják de csak mint második vezetéknév, Ola Salo Svensson.
Nyíltan vállalja biszexualitását, de 2009 óta házasságban él Anneli Pekula-val, és van egy leánygyermekük, aki 2010-ben született.

## Pályafutása
1991-ben alapította meg 14 évesen a glampoprock stílusú The Ark nevű zenekart barátaival, Learivel (Lars Ljungberggel) és Jepsonnal (Mikael Jepsonnal). Ő írja a dalok túlnyomó többségét, amelyek legfontosabb témája a szerelem. 2000-ben tettek szert nemzetközi hírnévre a We Are The Ark albummal és az azon szereplő "It Takes a Fool to Remain Sane" számmal.
2007-ben megnyerték a Melodifestivalen svéd eurovíziós nemzeti dalválasztó műsort. Mind a zsűri, mind a közönség tetszését elnyerték "The Worrying Kind" című slágerükkel. A győzelemnek köszönhetően elnyerték a jogot, hogy képviseljék Svédországot Helsinkiben az Eurovíziós Dalfesztiválon, ahol a 18. helyet szerezték meg. Leginkább bárokban, nagyobb előadótermekben és szabadtéri fesztiválokon szoktak fellépni, mivel nincs akkora hírnevük, hogy stadionokat tudjanak megtölteni.
Leginkább skandináv területen, a Baltikumban, Németországban illetve Olaszországban népszerűek.
Az együttes stílusa ötvözi az 1960-as, de még az 1940-es évekre is jellemző hangzást, a glamrockot, a popot és a klasszikus rockot egyaránt. Nem áll tőlük távol a zongorával kísért balladák éneklése sem, amelyek magukban hordozzák a hagyományos svéd dalok és népi énekek jellegzetességeit.
- Impulzív egyéniség; habitusát sokan Freddie Mercuryéhoz hasonlítják.
- Példaképei: a Queen, Kiss, David Bowie.
- Pozíció: Énekes, dalszöveg író
- Magassága: 179 cm
- Szem és hajszíne: barna
- Különleges ismertetőjegye: a már védjegyszerű fehér tincs a hajában
- Hobbija: filozófia, zene, tánc, divat, filmek, művészetek.

## Szólókarrierje
Ola Salo musicalekben is otthon van. 2008–09-ben Salo játszotta a főszerepet a Jesus Christ Superstar musicalben, a Malmö Opera és Zenés színházban. Ebben a színpadra állításban, az általa fordított librettót használták. 2012–13-ban a Göta Lejon színházban, Stockholmban játszotta Jézus szerepét, ugyanabban a darabban.
A svéd rádió (Sveriges Radio) megrendelésére írta a Kult (Kultusz) című rockoperát, amelyet 2013. november 2-án mutattak be a rádióban.
A "Wilderness" (Vadon) Ola Salo debüt-albuma mint szóló-művész, melyet 2015. május 20-án adtak ki. Salo szerint, a zenéjével akar terápiát nyújtani a hallgatóknak. Az albummal kapcsolatban egy svédországi, nyári turnéra indult, amelyik június 26-án kezdődött a Bråvalla fesztiválon.

## Díjak és kitüntetések
- 2008 – Edvard díj (Edvardpriset)
- 2009 – Wallquist díj (Wallquistpriset)
- 2009 – Az Opera folyóirat Musicaldíja (Tidskriften OPERA:s Musikalpris)[1]
- 2010 – Lund Egyetemista Egyesület szólista díja (Lunds Studentsångförenings solistpris)[2]

## Diszkográfia

### Album
- 2015 – Wilderness

### Kislemez
Szólókarrierje alatt
- 2014 – I Got You
- 2015 – How I Kill

## Színház
- 1997 Spelman på taket (Hegedűs a háztetőn) (Perchik) - Malmö Opera
- 2008-2009 Jesus Christ Superstar (Jézus) - Malmö Opera
- 2012-2013 Jesus Christ Superstar (Jézus) - Göta Lejon Stockholm
- 2016 Hedwig and the Angry Inch (Hedwig) - Göta Lejon Stockholm

## Fordítás
- Ez a szócikk részben vagy egészben  az   Ola Salo című svéd Wikipédia-szócikk fordításán alapul.  Az eredeti cikk szerkesztőit annak laptörténete sorolja fel. Ez a jelzés csupán a megfogalmazás eredetét és a szerzői jogokat jelzi, nem szolgál a cikkben szereplő információk forrásmegjelöléseként.